# オール・ザ・キングスメン

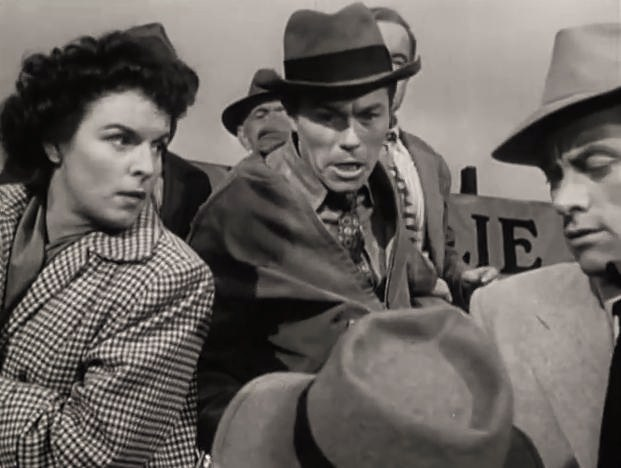
左から、マーセデス・マッケンブリッジ、ウォルター・バーク、ジョン・アイアランド (予告編から)

『オール・ザ・キングスメン』（英: All The King's Men）は、ロバート・ロッセン製作・監督・脚本の1949年制作のアメリカ映画。ロバート・ペン・ウォーレンの小説『すべて王の臣』（原題: All The King's Men はハンプティ・ダンプティの詩の一部に由来）の映画化で、野心家の地方政治家が権力欲の虜となって自滅していく様を描く硬派のドラマ作品である。第22回アカデミー賞で、作品賞・主演男優賞・助演女優賞の3部門を獲得した。
また、2006年には同じ原作小説にもとづく同名映画（主演：ショーン・ペン）が公開されている。

## あらすじ
新聞記者のジャック・バーデンは、郡財務官に立候補しているウィリー・スタークについて記事を書く任務を与えられる。スタークは或る南部の州のカノマシティに住んでいる。スタークの選挙運動は、誠実さと地元政治家の汚職について訴えることを中心に行われている。バーデンはスタークとその家族に会い、スタークの誠実さと勇気について読者を感動させる記事を書く。しかし、地元の「政治マシーン」は、警察への影響力などの権力を行使し、スタークを潰す。落選後、スタークは法律の学位を取得する。地元カノマの或る学校で、火災避難訓練中に建物が倒壊し、生徒12人が死亡する。スタークは亡くなった子供たちの葬儀で、この事案の訴訟に携わるよう勧められ、最終的に郡を相手取った訴訟で勝訴し、州全体で調査が行われることとなった。ウィリーはこの事案を自分の政治力拡大に利用し、最終的に彼は、知事選での最有力候補から、対抗馬の票を奪うための「スポイラー候補」としての立候補の要請を受ける。
スタークは、別の有力知事候補者からの内通者として送り込まれた選挙運動員であるセイディ・バークやバーデンと共に選挙運動を始める。スタークは当初、州のための自分の公約について不器用かつ飾らずに話したため、選挙運動がなかなか上手くいかなかった。しかし、スタークが単なる「スポイラー候補」であることをバークが明らかにすると、スタークの演説は熱のこもったものに変わる。この間、バーデンはスタークの選挙運動について記事を書き続けたが、スタークについて肯定的な記事を書くのを止めるように言われたことから記者を辞めた。最終的にスタークは選挙には負けたが、州の農村部からは大規模な草の根の支持を集めた。
次の4年間、スタークは政治力と選挙資金を獲得するために政治活動を続け、裏取引にも手を染めた。一方、バーデンは次の職を見つけるのに苦労していたが、スタークに雇われ、政治活動に関する調査員として働くことになる。スタークとバーデンはバーデンの家に戻り、政治活動を支援するようバーデンの友人や家族を説得する。スタークの裏取引や大風呂敷に懐疑的な、バーデンのガールフレンドのアン・スタントンの兄であるアダムは色々とスタークと質疑するが、完全には納得しない。しかし、アンはスタークの発言を全面的に信じている。バーデンは、アンの伯父であるスタントン判事を州司法長官の座につけることを約束し、自陣営を固める。ウィリーは最終的に選挙で地滑り的勝利を収める。
スタークは知事在任中、自らの権力を攻撃的かつ腐敗したやり方で振るうことになる。彼が自政権の面々のスキャンダルを隠蔽したことから、スタントン判事は司法長官を辞任し、スタークの腐敗を声高に主張するようになる。スタークのモラルの喪失、腐敗、素朴な庶民性からの乖離は、アンやセイディを含む多くの女性と女遊びをするうちにより深刻なものとなる。スタークの養子である大学生のトミーは父親の置かれた状況から圧迫感を覚え、父親に対する感情を処理するために酒に溺れていく。フットボールの練習中、スタークがトミーの飲酒について叱責した後、トミーは酔って交通事故を起こし、自分は負傷し、同乗の女性を死亡させた。好ましくない報道を抑えるために、スタークはトミーが完全に回復していないにも拘わらず、試合に出場するよう強要する。試合中、トミーは激しいタックルを受けて病院に運ばれる。スタークはトミーの怪我について自分を責め、外科医のアダムに出来る限りのことをしてくれるよう懇願する。スタークがアダムのための新しい病院を建設することに同意したためアダムも同意する。しかし、トミーは足から下が麻痺してしまう。
その後、バーデンは自分が隠してきていたスタントン判事の過去の不正行為の可能性の証拠をアンに与える。スタークはタコマに住む別居中の家族を訪ねることから知事の再選活動を始める。タコマ滞在中、スタントン判事はスタークの賄賂を拒否した後、トミーの交通事故で同乗の女性が死んだことについてスタークを非難する。スタークに対して弾劾裁判が起こされる。報復としてスタークはスタントン判事を訪ね、アンがバーデンに提供した証拠を使ってスタントンを強引にねじ伏せようとする。しかし、スタントン判事は拳銃で自殺し、弾劾裁判はスタークの無罪で終わる。自分が病院長に任命された唯一の理由が自分の妹がウィリー・スタークの愛人だったからだと考えるアダムは勝利祝賀会の最中にスタークを暗殺する。スタークに対する敬意を失ったジャックは、スタークの死後、スタークの評判を失墜させる方法を見つけるためにアンの同意を得ようとする。スタークは死に際に、バーデンに対して最後の言葉を発する。

## キャスト
- ウィリー・スターク：ブロデリック・クロフォード
- ジャック・バーデン：ジョン・アイアランド
- アン・スタントン：ジョーン・ドルー
- ルーシー・スターク（ウィリーの妻）：アン・シーモア
- トム・スターク（ウィリーの息子）：ジョン・デレク
- セイディ・バーク：マーセデス・マッケンブリッジ
- アダム・スタントン：シェパード・ストラドウィック

## 主な受賞歴

### アカデミー賞
受賞
アカデミー作品賞
アカデミー主演男優賞：ブロデリック・クロフォード
アカデミー助演女優賞：マーセデス・マッケンブリッジ
ノミネート
アカデミー監督賞：ロバート・ロッセン
アカデミー助演男優賞：ジョン・アイアランド
アカデミー脚色賞
アカデミー編集賞

## 日本での受容
アカデミー賞受賞作品でありながら、1949年当時、連合国軍占領下の日本では公開されなかった。アメリカにおける政治腐敗を描いた作品であるために、GHQの指示で公開が見送られたといわれる。日本国内では27年後の1976年9月になって、岩波ホールで初めて公開された。ロッキード事件での田中角栄元首相逮捕と偶然に時期が重なったため、「映画の内容がまるでそっくり」と騒がれたという。